# Кутепов, Яков Александрович
Яков Александрович Кутепов (10 ноября 1911, Дмитриевка — 4 июня 1985, Москва) — советский авиаконструктор, Герой Социалистического Труда (1975).

## Биография
Яков Александрович Кутепов родился 10 ноября 1911 года в селе Дмитриевское (ныне — в составе Старооскольского городского округа Белгородской области). В 1931 году он окончил Воронежский авиационный техникум и начал работать на авиационном заводе в Воронеже. 
С 1934 года работал конструктором на заводе № 39 Народного комиссариата тяжёлой (впоследствии — оборонной) промышленности СССР — ОКБ С. В. Ильюшина. В 1941 году окончил Московский авиационный институт, после чего был направлен на работу на завод № 240 Народного комиссариата (впоследствии — Министерства) оборонной промышленности СССР (ныне — ОАО «Авиационный комплекс имени С. В. Ильюшина»).
Являлся активным участником разработки многих боевых и пассажирских самолётов, выпускавшихся в его ОКБ, в том числе: «ЦКБ-26», «Ил-2», «Ил-4», «Ил-8», «Ил-10», «Ил-14», «Ил-18». Став ведущим конструктором, возглавлял работы по конструированию самолётов «Ил-12», «Ил-22», «Ил-28», «Ил-46», «Ил-54», «Ил-18», аэробуса «Ил-86». Кроме того, под руководством Кутепова разрабатывались и внедрялись в разрабатываемую технику системы управления, охлаждения, обогрева.
Яков Александрович Кутепов жил в Москве. Он скончался 4 июня 1985 года, похоронен на Ваганьковском кладбище Москвы.

## Награды и звания
- Закрытым Указом Президиума Верховного Совета СССР в 1975 году удостоен звания Герой Социалистического Труда с вручением ордена Ленина и медали «Серп и Молот»[1]
- Награждён тремя орденами Ленина, орденом Отечественной войны 2-й степени, тремя орденами Трудового Красного Знамени, орденами Красной Звезды и «Знак Почёта», медалями[1]
- Лауреат Ленинской (1970) и Государственной (1971) премий СССР[1]
- Почётный авиастроитель СССР[1]